# Cabezón (equitación)
El cabezón es la cabezada que consta de una media caña de hierro,  es decir, de la serreta que se apoya en la ternilla de la nariz del caballo y sirve para gobernarlo cuando no es suficiente el bocado. Esta serreta es de dos montantes, con dos pilares laterales con sus correspondientes anillas, y otra central y más fuerte para la cuerda.
Tiene además ahogadero, trocillo y latiguillo.
Se usa en el ganado de tiro o de carga y muy poco en el de silla.